# 劉玉 (游泳)
劉玉（1989年6月1日—）是一名中國的女子殘障競技游泳選手。
她於2020年夏季帕拉林匹克運動會首度參加帕拉林匹克比賽，當時奪得50公尺仰泳 (WR 44.68)及150公尺個人混合泳SM4級 (2:41.91)兩面金牌。